# 梵蒂岡警衛隊

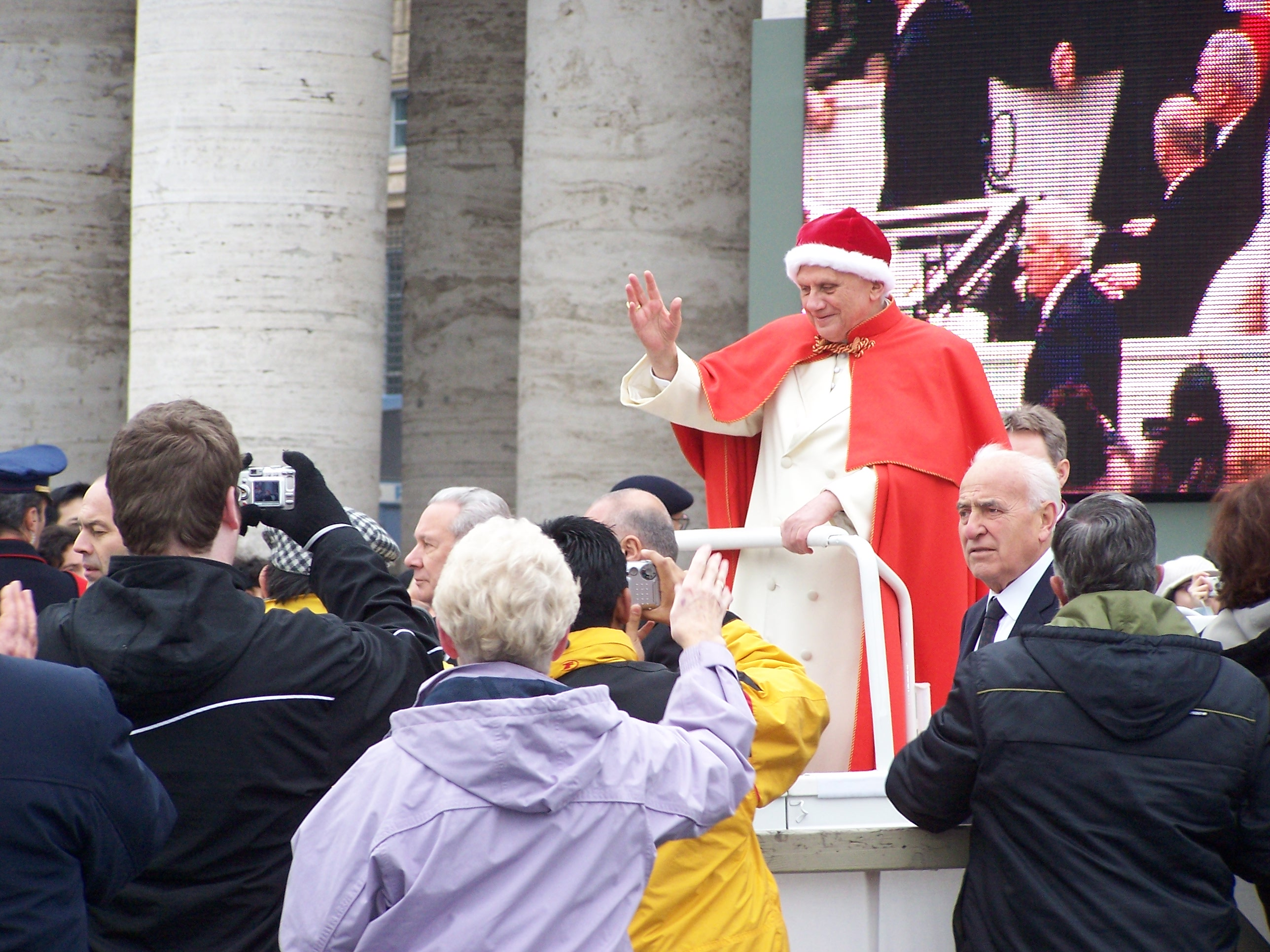
梵蒂岡警衛值勤照。教宗本篤十六世左下方即為前任隊長卡米洛·西賓

梵蒂岡警衛隊（義大利語：Corpo della Gendarmeria dello Stato della Città del Vaticano，亦稱梵蒂岡警察和梵蒂岡憲兵）是梵蒂岡城國的國家憲兵及警察機關。梵蒂岡警衛隊負責維護梵蒂岡城及聖座房地產的安全、保安、社會秩序、邊境管制、交通管制、刑事調查及一般警務。
梵蒂岡警衛隊現任隊長為高齊·布羅科萊蒂，現任副隊長為達味·朱列蒂（David Giulietti），前隊長為道明·詹尼。

## 歷史
梵蒂岡警衛隊於1816年由教宗庇護七世成立。1970年至1991年的梵蒂岡警衛隊稱為中央保安局（英語：Central Security Office），1991年至2002年被稱為梵蒂岡城國的監督機構（義大利語：Corpo di Vigilanza dello Stato della Città del Vaticano）。

## 組織
梵蒂岡警衛隊負責公共安全、邊境管制、交通管制、刑事偵查等職務。梵蒂岡警衛隊包含兩個特別部隊：緊急干預特勤隊（義大利語：Gruppo Intervento Rapido；G.I.R.）及反破壞部隊（義大利語：Unità Antisabotaggio）。自2000年開始，梵蒂岡警衛隊開設一個24小時運作的中控室，協調梵蒂岡相關安全部門在緊急狀況下的反應對策。梵蒂岡警衛隊轄下的梵蒂岡國際刑警組織中央辦公室自從2008年，梵蒂岡正式成為國際刑警組織成員國後，負責與國際刑警組織收集和分享有關犯罪和安全的相關訊息。
雖然教宗的個人安全是由宗座瑞士近衛隊負責，但是梵蒂岡警衛隊也要負責教宗所在附近的群眾安危及會議、儀式的公共安全。而梵蒂岡警衛隊也是與義大利及其他國家警察的對口單位。
要成為合格的梵蒂岡警衛隊隊員，他必須是介於21至24歲之間，未婚，信奉天主教的男性義大利公民，並在義大利的警政系統培訓至少兩年的工作經驗，且身高與教育程度也有最低要求。
梵蒂岡警衛隊的主保聖人為彌額爾。自1977年開始，梵蒂岡聖沛黎洛教堂內的聖堂為梵蒂岡警衛隊的小教堂；這個小教堂之前屬於宗座瑞士近衛隊。
梵蒂岡警衛隊也是梵蒂岡城國的行進樂隊。

## 裝備
梵蒂岡警衛隊的制式武器為格洛克17手槍。

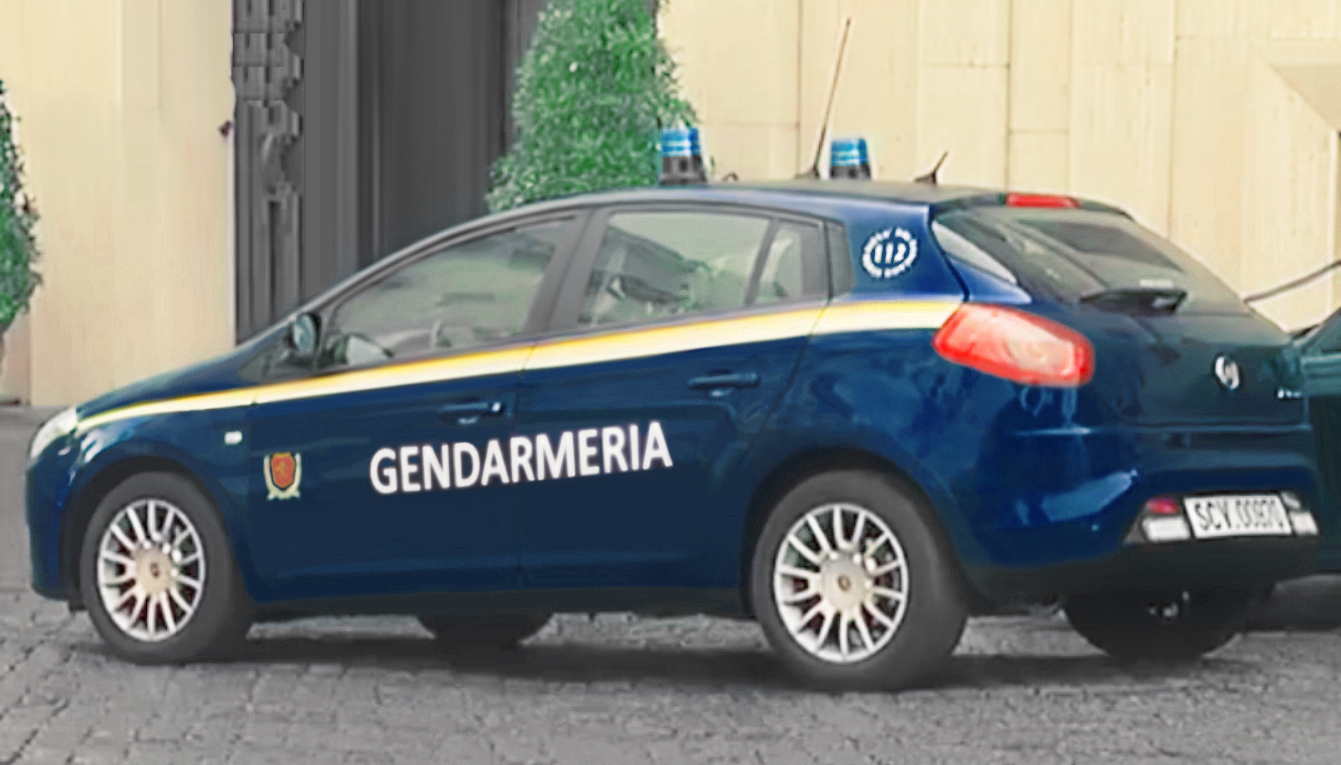
梵蒂岡警衛隊座車

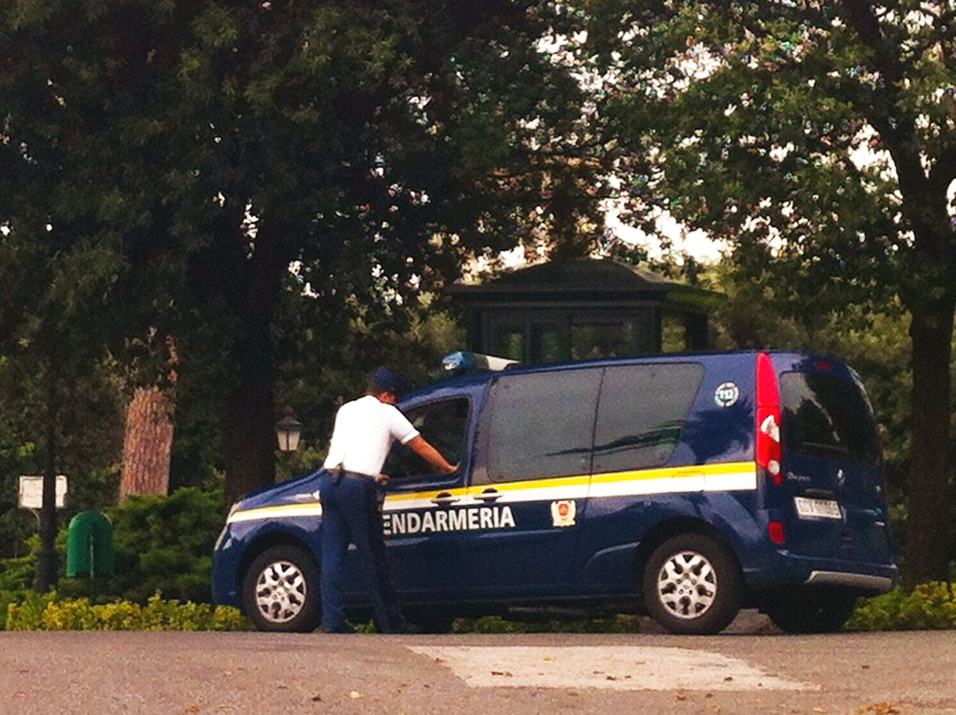
在梵蒂岡花園內的雷諾Maxi ZE警用電動車

梵蒂岡警衛隊也擁有火力更強的武器，會按照情況配備格洛克19緊緻型手槍、甚至貝瑞塔M12及H&K MP5，而這些也是義大利警察配備的武器。
至於GIR特勤隊，則配備以9mm口徑為主的大毒蛇CAR-15 SMG衝鋒槍以及HK FABARM FP6霰彈槍。
梵蒂岡警衛隊均有配備胡椒噴霧和警棍，甚至催淚彈，以應付發生在梵蒂岡城國範圍內的集體騷動和暴動。
2012年，梵蒂岡警衛隊添購了一部雷諾的Maxi ZE電動車，此外，梵蒂岡警衛隊也添購兩輛杜卡迪警用摩托車。

## 獨立機構
梵蒂岡警衛隊隊長是安全及民防辦公室主任，負責監督梵蒂岡消防大隊。
不同於宗座瑞士近衛隊，梵蒂岡警衛隊是負責梵蒂岡城國的安全、社會秩序、邊境管制、交通管制、刑事調查及一般警務工作。而宗座瑞士近衛隊的職責在於保護教宗本人與其眷屬、榮休教宗、聖座顯要人物及所有屬於聖座的建築。

## 制服

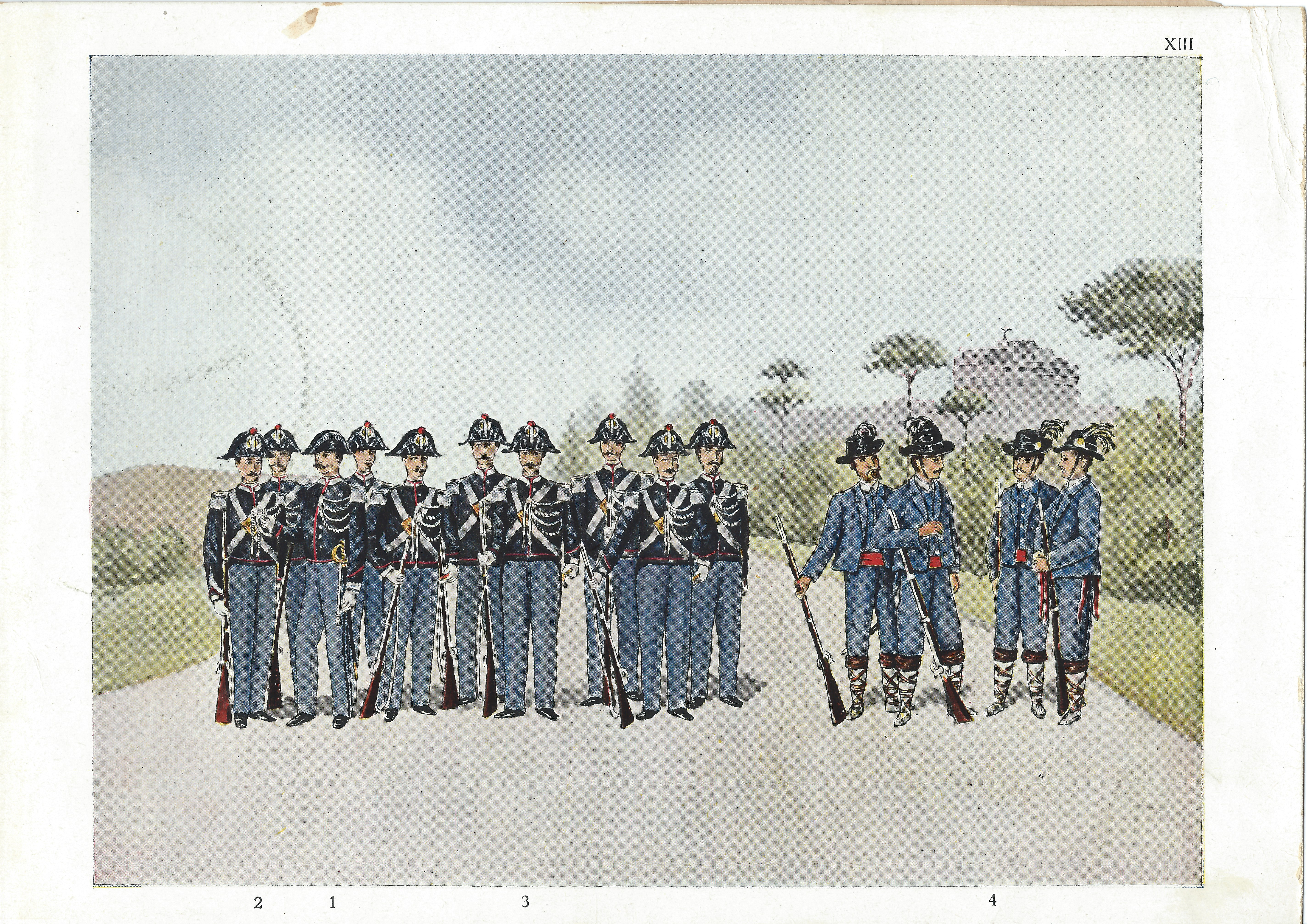
1890年梵蒂岡警衛隊值勤制服畫像

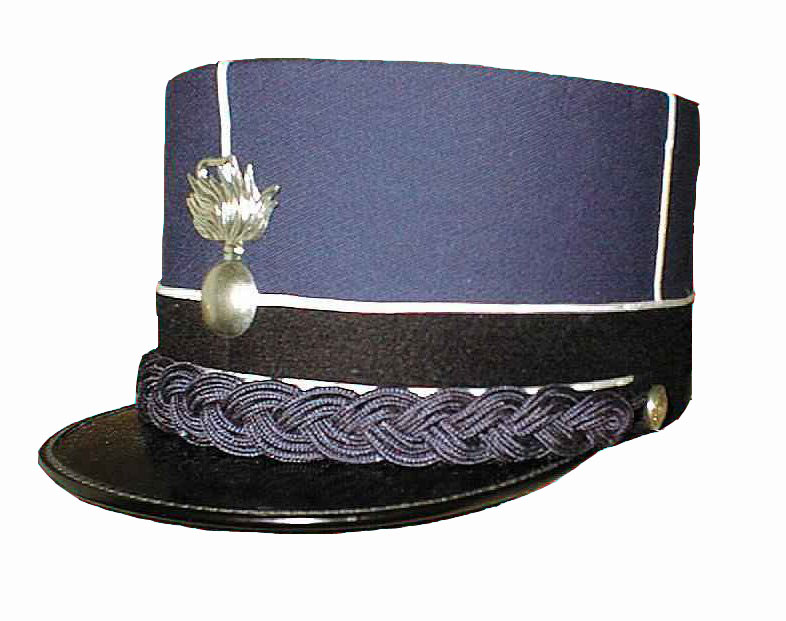
梵蒂岡警衛隊制服帽

在1970年之前，180名梵蒂岡警衛隊皆身穿起源自19世紀精心製作的禮服，就如宗座瑞士近衛隊一樣，而這些服裝包含以紅色羽毛裝飾的黑熊皮高帽、配掛白色肩章的黑色緊身短上衣、鹿皮馬褲、以及高筒馬靴；而在值勤時黑熊皮高帽和鹿皮馬褲會替換成雙角帽和藍色長褲。而現在，梵蒂岡警衛隊已改成穿著深藍色的現代警察制服。

## 外部連結
- 梵蒂岡警衛隊官方網站